# 埃瓦尔德球
埃瓦尔德球（英語：Ewald's sphere），或译作厄瓦耳球，是一种用于电子衍射、中子衍射和X射线衍射的几何构图方式，它表示以下物理量的关系：
- 入射和散射X射线的波矢
- 对于给定反射的衍射角 
- 晶体的倒易点阵

这个概念是由德国物理学家和晶体学家保罗·彼得·埃瓦尔德提出的，他自己将其称为反射球。
埃瓦尔德球可以用来寻找特定X射线波长和晶胞维度的最大分辨率。它通常被简化为二维的“埃瓦尔德圆”模型，尽管通常仍叫埃瓦尔德球。

## 埃瓦尔德构图

埃瓦尔德构图